# 護佐丸
護佐丸（ごさまる、 - 1458年）は、15世紀の琉球王国（中山）の按司。恩納村出身。大和名は中城按司 護佐丸 盛春（なかぐすくあじ ごさまる せいしゅん）、唐名は毛国鼎（もうこくてい）。ただし何れも後世に付けられたものである。第一尚氏王統建国の功臣で、尚氏6代の王に仕えながら晩年に謀反を疑われて自害し、忠節を全うしたと伝えられる。毛氏豊見城殿内の元祖。

## 生涯

### 北山征伐
生年は1390年、1391年、1393年諸説ある。曾祖父が先今帰仁城主で、1322年に北山王怕尼芝に滅ぼされた。先今帰仁城主の子で、山田城主となった読谷山按司（山田按司）に嗣子がなく、兄弟の伊波按司の二男が養子となって読谷山按司を継いだ。その子が護佐丸と伝えられる。
尚巴志が1416年に北山征伐の軍を興すと、有力按司の1人として連合軍に合流した。王府史書によると、20歳代にして第2軍800人の総大将に抜擢された護佐丸は、海路を通った尚巴志の本軍と分かれて陸路、今帰仁城に向かった。本軍と北山王攀安知が城外で交戦し、城内の本部平原が寝返ると、呼応して今帰仁城に突入し、北山王国を滅ぼした。
尚巴志は、平定した北山の宣撫のため、先今帰仁城主の血筋を引く護佐丸を、北山守護職の要職に任じた。また山田城から南西に4km離れ、良港を備えた座喜味城の築城を命じたが、これは北山を監視する戦略上の要所でもあった。城は赤土の軟弱な台地に建てられたが、護佐丸は旧居城の山田城を崩して石材を運び、石積みの工夫によって強度と曲線美を備えた城壁を築いて、築城家としての声価を高めた。築城の際、北山守護職として影響力を拡大した奄美群島や慶良間諸島から、労働者を駆り出したと伝えられている。尚巴志は護佐丸の叔母にあたる伊波按司の娘を妃とし、姻戚関係を強めた。
1422年、第一尚氏王統の第2代国王となった尚巴志は二男尚忠を北山監守に任じ、護佐丸を座喜味城に移して、北山の統治体制を堅固にした。これには、尚巴志が護佐丸の勢力の拡大を警戒して、北山から転封したとの見方もある。護佐丸は座喜味城に18年間居城し、中国や東南アジアとの海外交易で、黎明期の第一尚氏王統の安定を経済的にも支えたとの説が近年流行しているが、史料に記載は無い。座喜味城の貿易遺物は15世紀中期であり、護佐丸が座喜味城を離れた後の年代であるため、近年いしゐのぞむは以下の新説により護佐丸像に大きく転換を試みている。　「おもろさうし」７８番（卷二）の越来按司の子「（ま）たちよもい」が尚泰久であることは定説だが、別途巻十五の「宇座のたちよもい」を泰期とする旧説は誤りであり、両者はともに同一の尚泰久＝懷機＝國公道球である。尚泰久が護佐丸を中城に移した後、自ら懐機の名（越來の福建字音）で座喜味城下の長濱で南海貿易を行ない、國公（越來及び懷機の同音）の道球（泰久の同音）として『琉球國由來記』巻十に記録されたのである。なお、この新説は発表間もなく、定説となっていない。
護佐丸は座喜味城築城の人夫を奄美大島から連れてくる際に、それが人さらいであり強制的であったため「護佐丸がチューンドー（来るぞ）」といえば泣く子も黙ったという伝承が残っている。

### 護佐丸の乱
勝連城を根拠地とする茂知附按司が勢力を拡大すると、尚巴志は1430年、中城の地領を護佐丸に与え、築城を命じた。さらに息子の尚布里を江洲、尚泰久を越来に置き、勝連を牽制した。護佐丸は、与勝半島を指呼に望む中城城の改築にかかり、1440年、尚忠が第3代国王となると、王命で同年に完成した中城城に居城を移した。
阿麻和利が茂知附按司を滅ぼし、対外交易で実力を蓄えた。1454年、王位継承権をめぐる王族の内乱「志魯・布里の乱」が起きて尚布里が失脚、尚泰久が第6代国王として首里に入ると、勝連城の阿麻和利の掣肘は護佐丸の双肩にかかった。護佐丸の娘を正室としていた尚泰久王は、長女百度踏揚を阿麻和利に降嫁させ、護佐丸・阿麻和利の有力按司との姻戚関係を後ろ盾に、内乱で失墜した王権の復興を図った。
しかし1458年8月、護佐丸・阿麻和利の乱が勃発した。王府史書によると、阿麻和利に対抗するため護佐丸が兵馬を整え、これを阿麻和利が護佐丸に謀反の動きがあると王府に讒言。尚泰久王が阿麻和利を総大将に任じ、中城城を包囲すると、王府軍と聞いた護佐丸は反撃せず、妻子とともに自害した。仇敵の護佐丸を除いた阿麻和利は首里を急襲するが、百度踏揚が勝連城を脱出して王府に変を伝え、阿麻和利は王府軍によって滅ぼされたと伝えられる。

## 近年の評価
護佐丸・阿麻和利の乱の経緯については、琉球王国の最初の正史である中山世鑑に記述がなく（欠本とも伝えられる）、中山世譜などの史書が護佐丸の末裔が繁栄した時代に編纂されていること、尚泰久王が警戒していた阿麻和利の讒訴を信じたこと、護佐丸が阿麻和利の謀略と看破しながら王に申し開きせずに自害したこと、阿麻和利が勝連に伝わるおもろで名君と讃えられていること、護佐丸の忠義が阿麻和利の乱で証明されたにもかかわらず、尚泰久王の正室の男児2人が王位を継承できず追放されたことなど、不可解な点がある。
このため近年は、護佐丸が実際に反逆者であったとする説、2つの内乱が有力按司の排除を意図した金丸（尚円王）の謀略であるとする説など、「忠臣護佐丸・逆臣阿麻和利」という構図の再評価が進んでいる。

## 子孫
護佐丸の三男、盛親は乳母に抱きかかえられて城を脱出して生き延びた。その後、乳母の生まれ故郷の糸満の国吉村へ逃れ、乳母は国吉地頭の国吉比屋（のち真元、査氏国吉家元祖）に事情を訴えて、盛親は国吉比屋に匿われて養育された。
その後、盛親は尚円王に登用されて豊見城間切の総地頭職に任ぜられ、豊見城親方盛親を名乗った。その子孫は大宗家（本家）である毛氏豊見城殿内を筆頭に五大姓（五大名門）の一つとして、その後門中からは三司官をはじめ、首里王府の主要な役職に多数が就き、琉球屈指の名門の一つとして栄えた。